# Hermann Quien

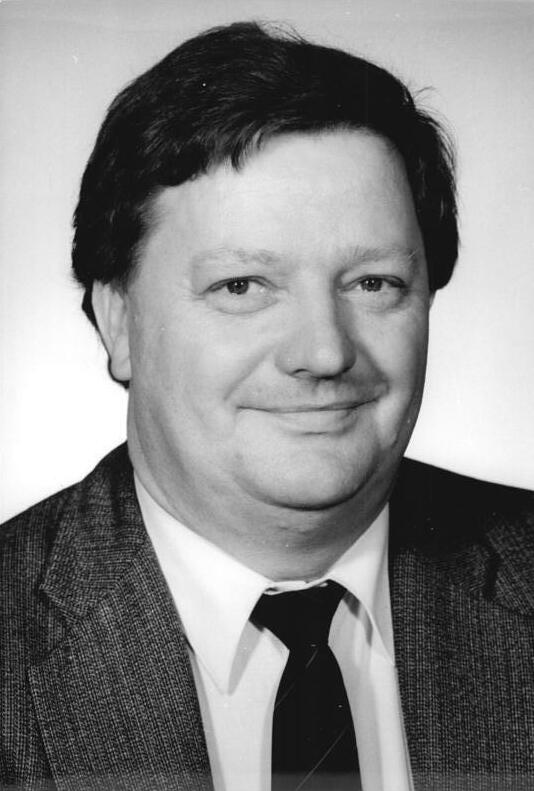
Hermann Quien, 1990

Hermann Quien (* 31. Oktober 1940 in Danzig; † 14. Juli 2009) war ein deutscher Politiker der SPD und war von 1991 bis zur Landtagswahl 2002 Mitglied im Landtag von Sachsen-Anhalt.

## Leben und Beruf
Quien begann nach dem Abitur ein Studium der Germanistik und der Kunstgeschichte an der Universität Leipzig und schloss mit dem Staatsexamen als Oberstufenlehrer ab. Anschließend war er als Deutschlehrer und Kunsterzieher an einer POS in Weißenfels tätig. Nach der Wende war er Mitarbeiter am Runden Tisch der Stadt Weißenfels.

## Partei
Im Dezember 1989 trat er in die Sozialdemokratische Partei in der DDR (SDP) ein und war Gründungsmitglied der Basisgruppe Weißenfels.
Quien war lange Jahre Mitglied im SPD-Kreisvorstand Weißenfels.

## Abgeordneter
Quien war Mitglied der ersten freigewählten Volkskammer der DDR.
Er war von 1991 bis 2002 Mitglied des Landtages von Sachsen-Anhalt. Er rückte 1991 für den verstorbenen Walter Schindel nach. 
Als Landtagsabgeordneter vertrat er den Wahlkreis Hohenmölsen-Weißenfels. Zur Wahl 2002 kandidierte er nicht erneut. Quien war Vorsitzender im Ausschuss für Arbeit, Gesundheit und Soziales und Mitglied im Ausschuss für Petitionen.

## Sonstiges
- Er war Mitglied im AWO-Landesvorstand
- Er war Vorsitzender des Kuratoriums der Landeszentrale für politische Bildung
- Er war Träger des Bundesverdienstkreuzes am Bande 2009